# Boston
Boston je hlavní město amerického státu Massachusetts, největší město Nové Anglie a významný přístav, ležící na východním pobřeží USA. S téměř 7,5 miliony obyvatel jde o pátou největší metropolitní oblast v USA. Jde o jedno z nejstarších a kulturně nejvýznamnějších měst Spojených států, středisko vysokoškolského vzdělávání, zdravotnictví a kulturního života. Koná se zde řada atraktivních sportovních utkání.

## Historie
Boston byl založen 17. září 1630 puritánskými kolonisty z Anglie. Odehrálo se zde několik významných událostí, jako třeba Bostonské pití čaje v roce 1773 a první bitvy americké revoluce. Boston byl přístavní a obchodní město, ale v průběhu 19. století se stal jedním z největších středisek průmyslu, zejména textilního, sklářského a kožedělného. Původně malá plocha poloostrova, kde stálo historické město, se do roku 1900 ztrojnásobila zavážením močálů a mělčin a město se rozšířilo na jih i na západ a téměř splynulo se sousedním Cambridge, sídlem Harvardovy univerzity a Massachusettského technologického institutu (MIT), a dalšími obcemi. Původně anglické obyvatelstvo města doplnili nejprve Irové a Italové, později imigranti z celého světa. Město se stalo velkým uzlem husté železniční sítě, vznikly zde první mrakodrapy a roku 1897 zde zahájilo provoz první metro v USA.
Během 20. století se ale průmysl začal stěhovat za levnější pracovní silou a město se orientovalo na obchod, bankovnictví, školství, zdravotnictví a technologie. Spolu se službami a státní správou tvoří dnes přes 70 % ekonomiky města. Významnou složku tvoří také turisté, které přitahují slavná divadla, muzea a galerie.
Boston se stal dějištěm teroristického útoku během tradičního Bostonského maratonu 15. dubna 2013 během něhož tři lidé zemřeli a desítky dalších byly zraněny.

## Poloha a podnebí
Boston leží v ploché krajině při členitém ústí řeky Charles, která tvoří jeho severní hranici a odděluje Boston od Cambridge. Východní hranicí je Atlantský oceán, v němž je při ústí řeky řada ostrovů. Téměř polovinu rozlohy města tvoří vodní plochy (106 km2). Na jednom z ostrovů je letiště Logan airport. Původní pahorky byly z velké části odbagrovány na zaplnění močálů a mělčin, na nichž vyrostla podstatná část dnešního města. Jen Beacon Hill, kde stojí i budova parlamentu (State house), zůstal jako částečná historická rezervace.
Ač leží poměrně jižně (asi jako Řím) a na břehu Atlantiku, má Boston dosti drsné podnebí s množstvím sněhu v zimě a s horkými letními měsíci. Mořské pobřeží je většinou zastavěno přístavními a jinými budovami, pěkné pláže jsou na severu ve Wonderland a jižně směrem ke Cape Cod.

## Architektura

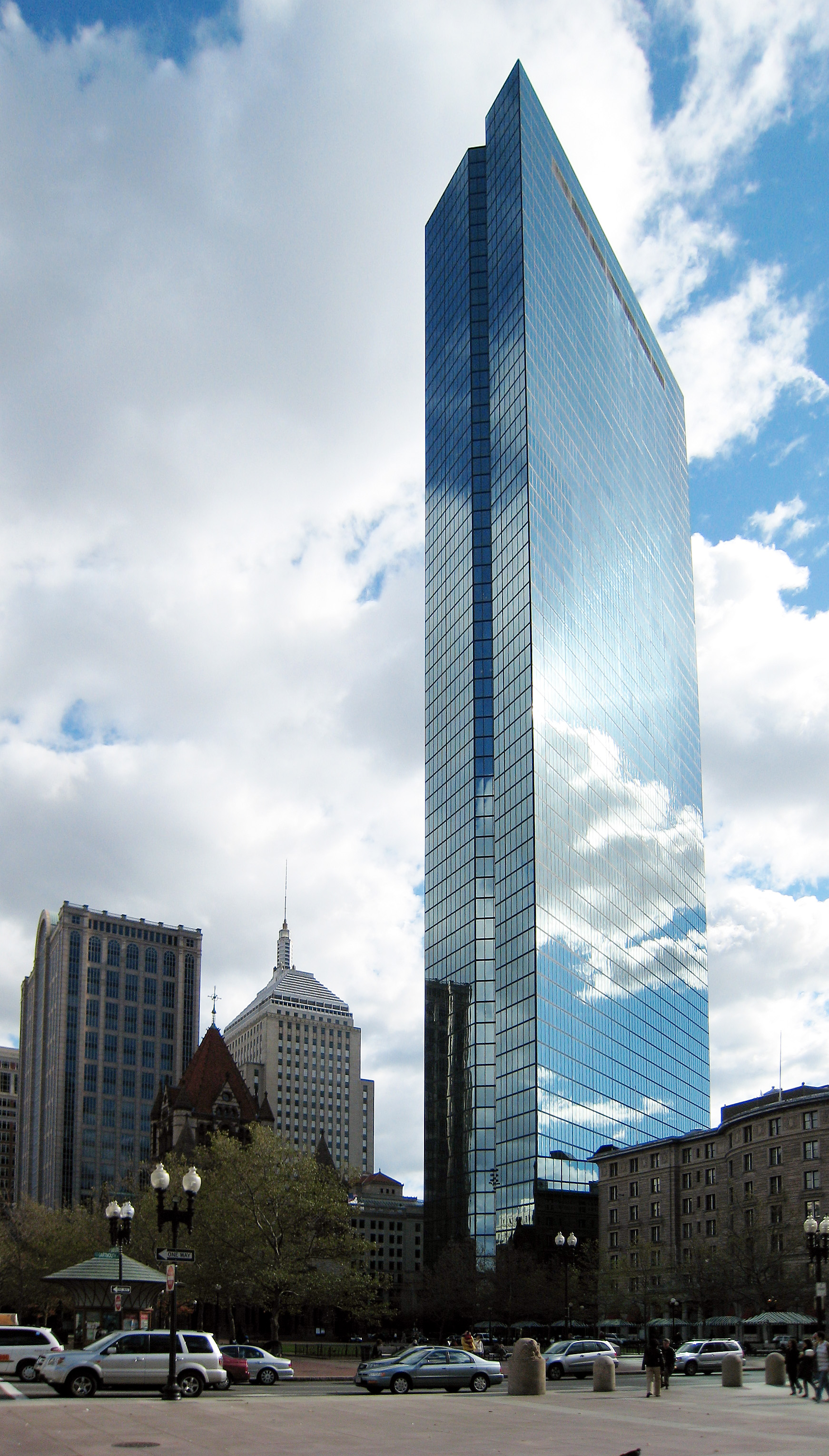
John Hancock Tower

Nejvyšší budovy města jsou: John Hancock Tower, Prudential Tower, Federal Reserve Bank Building, One Boston Place a One International Place.

## Demografie
Podle sčítání lidu z roku 2010 zde žilo 617 594 obyvatel.

### Rasové složení
- 53,9 % bílí Američané
- 24,4 % Afroameričané
- 0,4 % američtí indiáni
- 8,9 % asijští Američané
- 0,0 % pacifičtí ostrované
- 8,4 % jiná rasa
- 3,9 % dvě nebo více ras

Obyvatelé hispánského nebo latinskoamerického původu, bez ohledu na rasu, tvořili 17,5 % populace.

### Etnické složení
Pokud jde o etnické složení, tvořili největší skupinu lidé irského původu (15,8 %), hispánci čili latinos 15,4 %, Italové 8,3 % a 6,4 % obyvatelstva pochází z karibské oblasti, zejména z Haiti.

### Příjem
Počet obyvatel Bostonu činil roku 1800 asi 25 tisíc, po celé 19. století prudce rostl až na 670 tisíc v roce 1910 a roku 1950 dosáhl maxima 800 tisíc. Od té doby klesal až na 560 tisíc v roce 1980 a od té doby opět mírně roste, zejména díky přistěhovalectví. Průměrný roční příjem na osobu činil v roce 2000 přes 23 tisíc USD, na domácnost skoro 40 tisíc, ale přes 25 % lidí pod 18 let a 18 % lidí nad 65 let žilo pod hranicí chudoby.

## Doprava

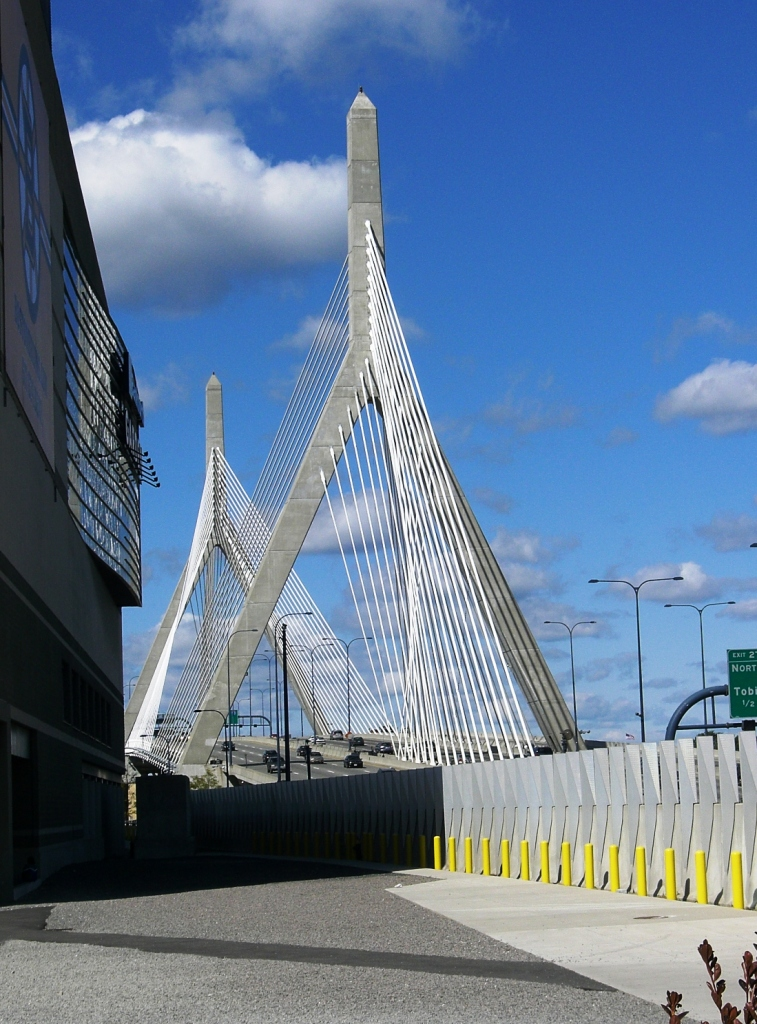
Most J. P. Zakima (2003)

Boston má velké mezinárodní letiště Logan International Airport (27 mil. cestujících ročně) se čtyřmi terminály, ležící na ostrově a s dobrým spojením městskou dopravou.
Páteří městské dopravy je metro a podpovrchová tramvaj, která mimo centrum jede po povrchu. Červená, modrá, oranžová a zelená linka se setkávají v centru, zelená směrem na západ a červená směrem na jih se dělí do několika větví. Spolu s desítkami autobusových linek tvoří systém MBTA s jednotnými jízdenkami a možností přestupu, týdenní jízdenka s neomezeným počtem jízd stojí 21,25 USD. V oblasti přístavu funguje několik lodních linek MBTA.
Na tuto městskou dopravu navazuje asi tucet příměstských železničních tratí s poměrně slabým provozem a o něco hustší autobusová síť. V Bostonu jezdí také trolejbusy, které zajišťují i příměstskou dopravu např. do Belmontu. Tyto linky jsou soustředěny do dvou hlavních nádraží, South Station a North Station, mezi nimiž leží vlastní centrum města a odkud jedou také dálkové železniční i autobusové spoje. Obě nádraží jsou na linkách metra a South station má přímé autobusové spojení na letiště.

## Vzdělávání
Boston je tradičním střediskem vysokých škol, vědy a výzkumu a na téměř 100 vysokých školách zde studuje přes 250 tisíc studentů. V Bostonu samém jsou to především Bostonská univerzita, Northeastern University, University of Massachusetts, Boston College a řada hudebních a uměleckých škol. Do města zasahuji prestižní univerzity ze sousedního Cambridge (Harvard University a Massachusettský technologický institut) a v okolí Bostonu je ještě řada dalších (Tufts University, Brandeis University aj.).

## Kultura

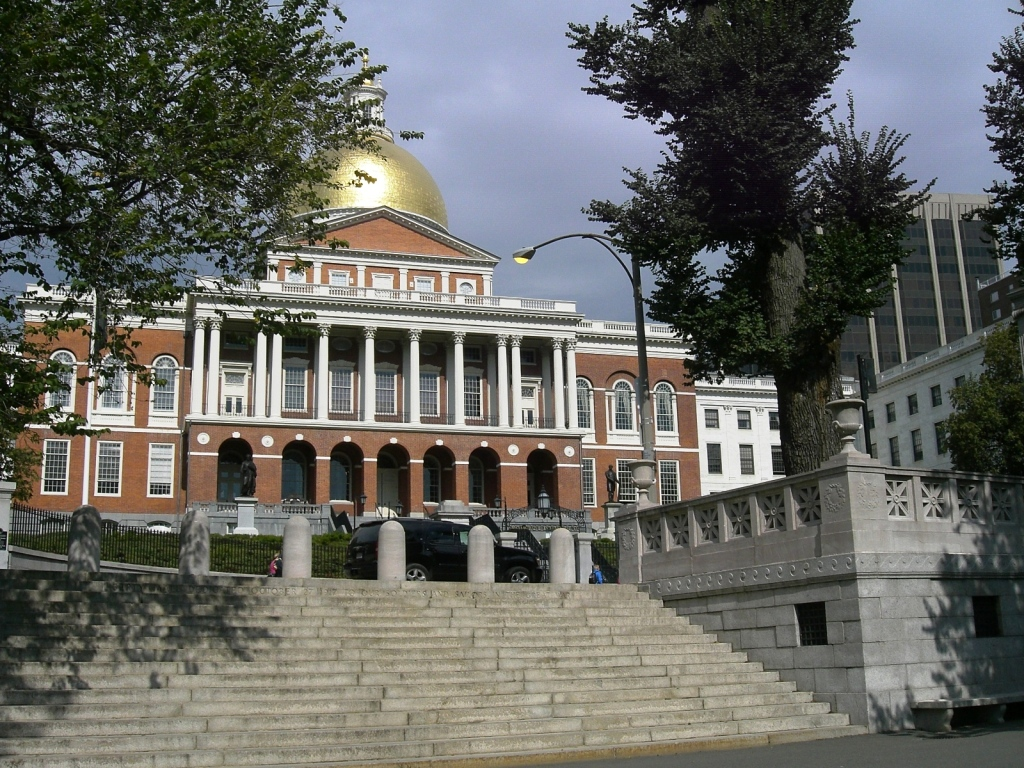
Parlament

Boston má řadu slavných divadel, působí zde Boston Symphony Orchestra a mnoho dalších těles. Turistickým lákadlem jsou galerie a muzea, zejména největší z nich, Museum of Fine Arts.
- Museum of Fine Arts (Egypt, evropské umění od antiky do 20. stol., zejména impresionisté; mimoevropské umění, hudební nástroje) 465 Huntington Ave., metro Mus. of Fine Arts (Green)
- Museum of Science (planetárium, obří projekce, simulátory, laserová technika a výstavy). 1 Science Park, metro Science Park
- Boston Childern’s Museum (věda, kultura, zdraví, umění pro děti), metro South Station (Red), denně 10-17, 10 USD
- Museum of African American History, 46 Joy Str., Beacon Hill, metro Park Str.
- Gibson House Museum (rodinný dům a sbírky od 1800), 137 Beacon Str., metro Arlington Str. (Green)
- Otis House Museum (rodinný dům a sbírky), 141 Cambridge Str./Lynde Str., metro Charles/MGH (Red)
- Isabella Stewart Gardner Museum (soukromá sbírka umění od antiky po současnost), 280 Fenway, metro Mus. of Fine Arts (Green)
- J. F. Kennedy Presidential Library and Museum (památník, sbírky a knihovna), Columbia Point, bus zdarma od metra JFK/UMass (Red)

## Sport
Boston je především baseballové město. Tým Boston Red Sox patří každý rok k favoritům soutěže. Svá domácí utkání hrají ve Fenway Parku, který je vedle Kenmore Square. Stadion Fenway Park byl postaven v roce 1912 a patří vůbec k nejstarším sportovním stadionům ve Spojených státech.
Dalším sportem tohoto města je lední hokej. Místní klub Boston Bruins patří mezi nejlepší a nejstarší týmy v NHL. Šestkrát vyhráli Stanley Cup, naposledy v roce 2011. Domácí utkání hrají na stadionu TD Garden, který byl postaven v roce 1993. Bruins patří mezi Original Six. Domácí černo-žluté barvy aktuálně hájí dva čeští hokejisté David Pastrňák a Pavel Zacha.
Hraje se zde také basketbal. Boston Celtics hrají NBA od roku 1946 a soutěž vyhrály celkem 20krát, naposledy v roce 2024.
Ve městě Foxborough sídlí týmy amerického i „klasického“ fotbalu (socceru). Tým amerického fotbalu New England Patriots vyhrál celkem 6krát NFL, naposledy v roce 2019. Soccerový tým New England Revolution je jedním ze zakládajících týmů MLS.
Významnou událostí je také Bostonský maraton a mezinárodní podzimní regata na řece Charles.

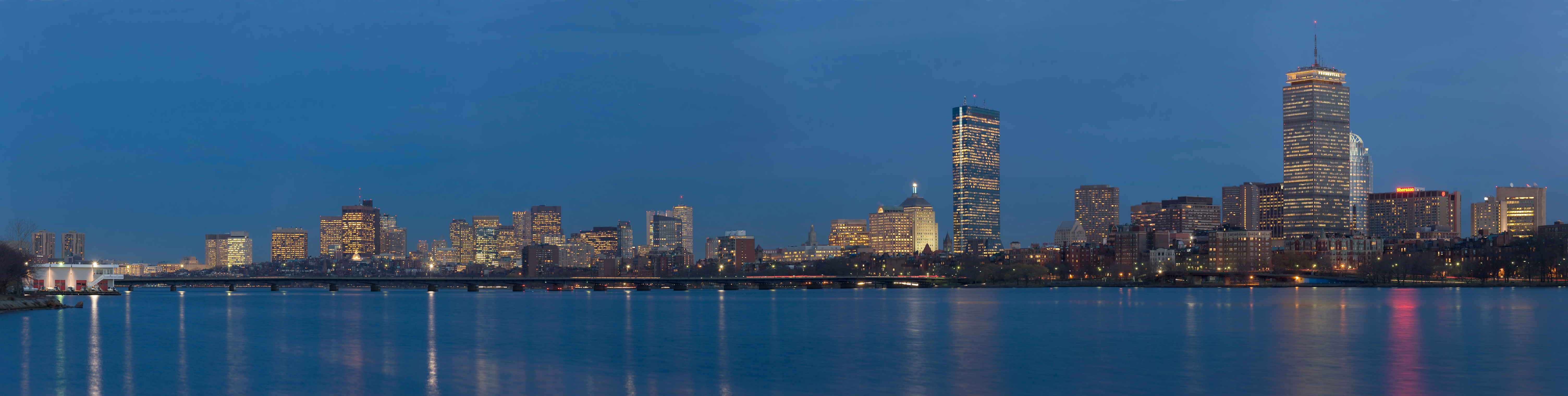
Boston, večerní panoráma přes řeku Charles (z Cambridge)

## Osobnosti města
- Benjamin Franklin (1706–1790), státník, diplomat, vydavatel, přírodovědec a spisovatel
- Thomas Hutchinson (1711–1780), guvernér Massachusetts
- Samuel Adams (1722–1803), politický filozof a jeden z Otců zakladatelů Spojených států amerických
- Samuel F. B. Morse (1791–1872), vynálezce
- Ralph Waldo Emerson (1803–1882), unitářský duchovní, esejista, básník a filozof
- Edgar Allan Poe (1809–1849), romantický básník, prozaik, literární teoretik a esejista
- Walter Gropius (1883–1969), německý architekt a zakladatel Bauhausu
- Richard von Mises (1883–1953), rakouský matematik a mechanik
- Eugene O'Neill (1888–1953), dramatik, čtyřnásobný nositel Pulitzerovy ceny a nositel Nobelovy ceny za literaturu
- Roman Jakobson (1896–1982), ruský lingvista
- John Bardeen (1908–1991), fyzik a elektrotechnik, který získal dvakrát Nobelovou cenu za fyziku
- Willard Van Orman Quine (1908–2000), filozof a logik
- Edward Kennedy (1932–2009), politik
- Daniel Dennett (* 1942), filozof
- Mark Wahlberg (* 1971), americký herec
- Chris Evans (* 1981), americký herec

## Partnerská města
- Barcelona, Španělsko, 1980
- Haifa, Izrael
- Chang-čou, Čína, 1982
- Kjóto, Japonsko, 1959
- Melbourne, Austrálie, 1985
- Padova, Itálie, 1983
- Sekondi-Takoradi, Ghana, 2001
- Štrasburg, Francie, 1960
- Tchaj-pej, Tchaj-wan, 1996

## Galerie

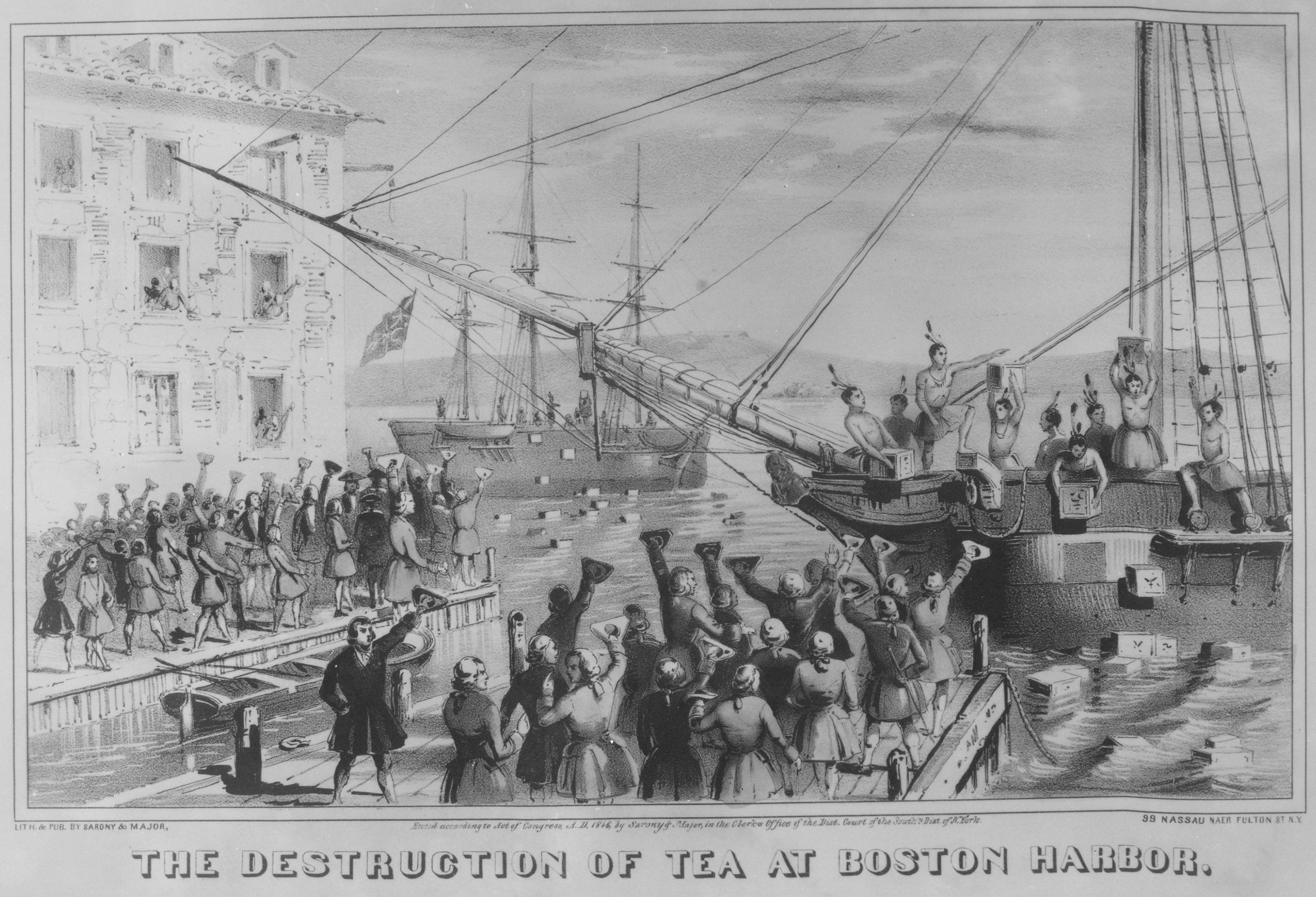
Bostonské pití čaje na litografii z roku 1846
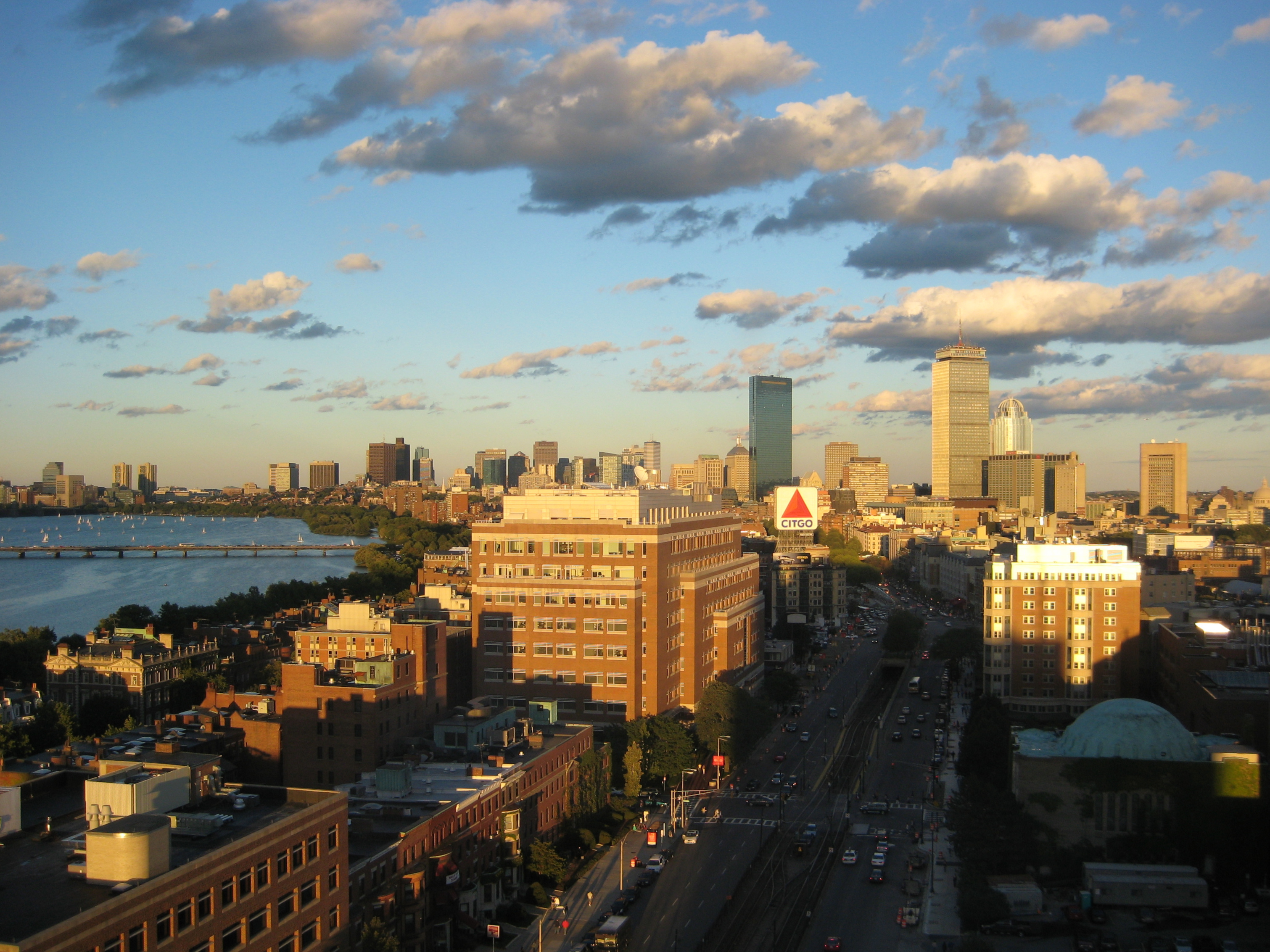
Západ slunce v Bostonu
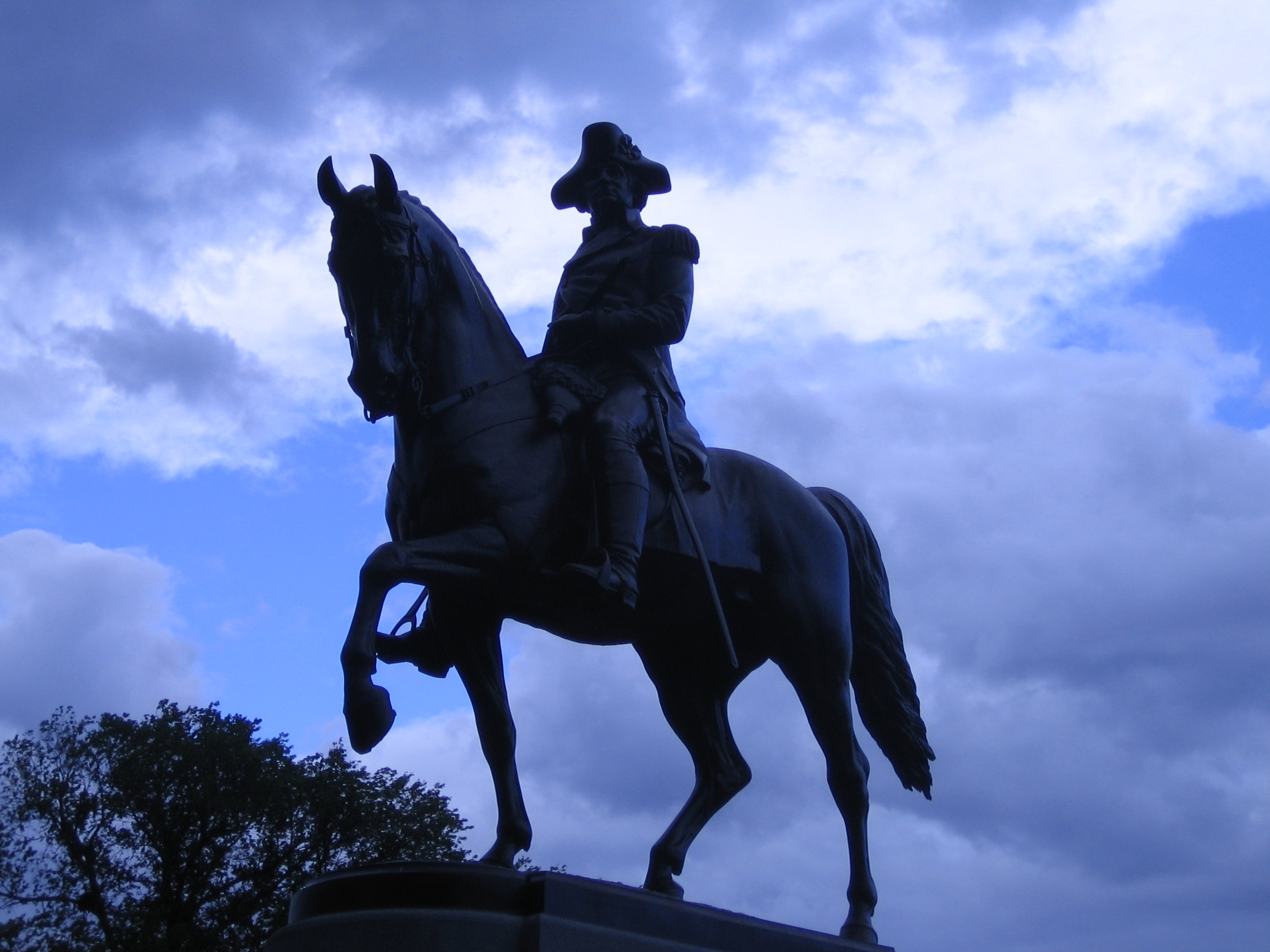
Památník George Washingtona